# Brauereien in Mexiko

Etikett der historischen Compañia Cervecera Toluca y Mexico S.A., Toluca

Etikett der ältesten, noch existierenden Biermarke Mexikos

Die erste Brauerei Mexikos, deren Name der Nachwelt erhalten blieb, war die 1845 in Mexiko-Stadt von dem Schweizer Bernhard Bolgard gegründete La Pila Seca. Vermutlich im selben Jahr wurde ebenfalls in Mexiko-Stadt von dem aus Bayern stammenden Friedrich Herzog mit La Candelaria eine zweite Brauerei gegründet. Die Brauereien jener Tage produzierten dunkle, obergärige Biere.
Agustín Marendaz, ebenfalls ein Schweizer, gründete 1865 in Toluca, der Hauptstadt des Bundesstaates México, die Cervecería Toluca y México, S.A., die 1875 – nach dem Eigentumsübergang auf Santiago Graf – den ersten industrialisierten Bierbräu in Mexiko betrieb. Graf importierte 1882 deutsches Equipment und produzierte als erste Brauerei Mexikos ein Lagerbier: das Toluca Lager.
Weitere Giganten entstanden 1890 mit der Cervecería Cuauhtémoc in Monterrey, Nuevo León, und 1894 mit der Cervecería Moctezuma in Orizaba, Veracruz. Letztgenannte Brauerei war zunächst unter der Bezeichnung Cervecería Guillermo Hasse y Compañía gegründet und 1896 entsprechend umbenannt worden.
Im Jahr 1900 zählte Mexiko bereits 29 eingetragene Brauereien. Die meisten von ihnen verkauften ihre Produkte allerdings nur auf regionaler Ebene. Lediglich die drei Giganten jener Zeit deckten größere Gebiete ab: Toluca y México die Hauptstadtregion und insbesondere den Bundesstaat México, Cuauhtémoc große Teile im Norden Mexikos und Moctezuma die an der Golfküste gelegenen Bundesstaaten im Osten des Landes.
Mit der am 8. März 1922 gegründeten und ab dem 15. Oktober 1925 in Mexiko-Stadt in Produktion gehenden Cervecería Modelo trat ein neuer Gigant in Erscheinung, der aufgrund der räumlichen Nähe zunächst zum Hauptkonkurrenten der seit nunmehr 60 Jahren bestehenden Cervecería Toluca y México avancierte und deren Marktanteile immer mehr zurückdrängen konnte, bis er sie 1935 ganz übernahm. Die älteste Bierindustrie von Mexiko gehörte der Vergangenheit an und ihre traditionsreiche Marke, das Victoria Pilsener, wird seither von Modelo vertrieben. Modelo expandierte weiter und schluckte 1954 die beiden ebenfalls nicht unbedeutenden Brauereien Estrella in Guadalajara, Jalisco, sowie Pacífico in Mazatlán, Sinaloa. Auf diese Weise entwickelte sich die Grupo Modelo zum führenden Brauerei-Konzern Mexikos.
Aggressive Expansionen betrieben auch die beiden anderen Giganten, Cuauhtémoc und Moctezuma. Sie sind seit 1988 unter dem Doppelnamen Cuauhtémoc Moctezuma vereinigt und bildeten die Brauereisparte der Fomento Económico Mexicano S.A. (FEMSA), die wiederum im April 2010 an Heineken verkauft wurde, wobei FEMSA immer noch 20 % an Anteilen besitzt. FEMSA ist die größte Getränkefirma in Mexiko und Lateinamerika.
Modelo und Heineken beherrschen den mexikanischen Biermarkt de facto komplett. Daneben existieren einige unabhängige Klein- bzw. Hausbrauereien, deren Marktanteile jedoch eine vernachlässigbare Größe darstellen.
In den folgenden Kapiteln werden die wichtigsten Brauereien in der Geschichte Mexikos, untergliedert nach den einzelnen Bundesstaaten, genannt. Aufgrund der lückenhaften Dokumentation und einigen widersprüchlichen Quellen kann weder ein Anspruch auf Vollständigkeit noch auf unbedingte Richtigkeit sämtlicher Angaben erhoben werden. Jedoch wurden zweifelhafte Quellen ausgelassen und ansonsten bei widersprüchlichen Quellen jene mit der höheren Wahrscheinlichkeit zugrunde gelegt. Beispiel: Im Artikel Historia de la Cerveza en Mexico von Luis Gomez wird das Gründungsjahr der Cervecería Yucateca mit 1869 angegeben. Andere Quellen beziffern das Gründungsjahr mit 1899 bzw. 1900. Aufgrund der Tatsache, dass die 1960 auf den Markt gebrachte Biermarke Montejo entwickelt wurde, um das 60-jährige Bestehen der Brauerei zu feiern, kann die Gründung nicht 1869 erfolgt sein. Obwohl auch das Gründungsjahr 1899 nicht ausgeschlossen werden kann (angabegemäß wurde die Brauerei in jenem Jahr zunächst unter dem Namen Gran Cervecería Yucateca gegründet, bevor sie im Folgejahr umbenannt wurde), wurde hier das Gründungsjahr 1900 übernommen.

## Baja California

Etikett der Marke Mexicali

Die traditionsreichsten Biermarken aus Baja California sind Tecate, das seit den 1940er Jahren in der gleichnamigen US-Grenzstadt gebraut wird, sowie Mexicali, das bereits 1923 gebraut wurde und somit die älteste Biermarke von Baja California ist. Nach dem Tod des Mitbegründers Miguel González wurde die Brauerei 1973 geschlossen, aber im Jahr 2000 wiedereröffnet. Dieses Bier wurde unter anderem in der Mexicali Beer Hall, der seinerzeit angeblich weltweit größten Bierbar, ausgeschenkt. Ein gleichnamiges Bier wurde bzw. wird auch von den beiden in Tecate beheimateten Privatbrauereien Mexicana und Río Bravo produziert.
Hier eine Übersicht der bedeutendsten Brauereien von Baja California:

Bierglas der Marke Tecate

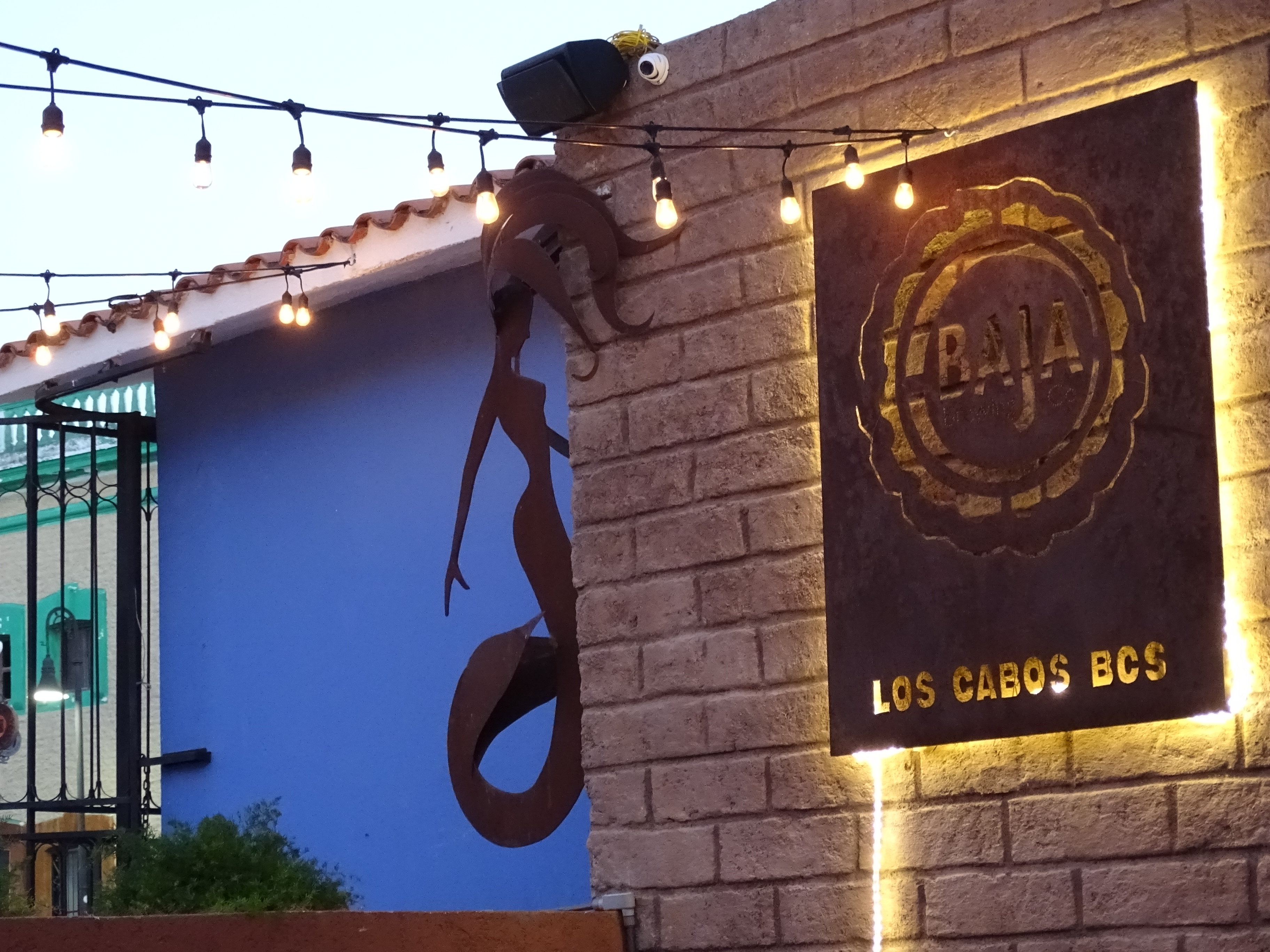
Baja Brewing Company in San José

| Brauerei                      | Standort | Gründung | Biermarken           | Anmerkungen                                                     |
| ----------------------------- | -------- | -------- | -------------------- | --------------------------------------------------------------- |
| Cervecería de Anza            | Mexicali | 1926     | Reina Maya           |                                                                 |
| Cervecería de Mexicali        | Mexicali | 1923     | Mexicali, Suprema    | 1973 geschlossen und 2000 wiedereröffnet                        |
| Compañía Cervezera Azteca     | Mexicali | 1924     | A.B.C.               | Umzug nach San Diego (USA) in den 1930er Jahren                 |
| Cervecería de Baja California | Mexicali | 2002     | Cucapá               | unabhängige Kleinbrauerei                                       |
| Cervecería Cuauhtémoc         | Tecate   | 1954     | Tecate, Carta Blanca | Nachfolger der Cia. Cerv. de Tecate (siehe unten), FEMSA-Gruppe |
| Cervecería Mexicana           | Tecate   | ????     | Mexicali             | Kleinbrauerei                                                   |
| Cervecería Río Bravo          | Tecate   | 1997     | Azteca, Mexicali     | Kleinbrauerei                                                   |
| Compañía Cervecera de Tecate  | Tecate   | 1943     | Tecate               | 1954 von Cuauhtémoc erworben und umbenannt (siehe oben)         |
| Compañía Cervecera de Tijuana | Tijuana  | 1924     | Cardinal             | existiert nicht mehr                                            |
| Consorcio Cervecero de B.C.   | Tijuana  | 2000     | Tijuana TJ           | Kleinbrauerei                                                   |

## Baja California Sur
Die erste Brauerei in Baja California Sur wurde 2007 von 3 US-Amerikanern unter der Bezeichnung Baja Brewing Company in San José del Cabo gegründet. 2010 wurde das Bier erstmals in Flaschen abgefüllt und 2011 mit der Bar Cabo Marina ein erstes Lokal in Mexiko-Stadt eröffnet. 2013 folgte die internationale Ausdehnung mit der ersten Repräsentanz in den Vereinigten Staaten und 2016 weiteren Repräsentanzen in Australien und Südafrika. 2018 wurde eine weitere Produktionsstätte in Tijuana eröffnet.

## Coahuila
Bis zu ihrer 1966 erfolgten Übernahme durch die Grupo Modelo war die in Torreón angesiedelte Compañía Cervezera de La Laguna eine eigenständige Brauerei. Nach Eingliederung in den Megakonzern wurde sie auf die neu errichtete Cervecería Modelo de Torreón übertragen. Diese Brauerei begann ihre Tätigkeit am 23. April 1967 und produziert die Marken Corona Extra und Modelo Especial.

## Chihuahua

Etikett des Cerveza Cruz Blanca

Mit Eröffnung der Compañía Cervezera de Chihuahua am 8. Februar 1896 veränderte sich das Leben in der seinerzeit rund 10.000 Einwohner zählenden Stadt Chihuahua schlagartig. Im Durchschnitt beschäftigte die Brauerei 280 Mitarbeiter, die – mit Ausnahme des ersten Braumeisters und seiner zwei Gehilfen, die die deutsche Nationalität hatten, sowie dem Leiter des Equipment aus den USA – alle einheimische Mexikaner aus dem Bundesstaat Chihuahua waren. Sie braute die Marken Austríaca, Chihuahua und Cruz Blanca, wobei das rechts abgebildete Etikett verrät, dass die Endverarbeitung des letztgenannten Produktes durch die Compañía Arrendataria de la Cerveceria de Ciudad Juárez erfolgte. In Kleindruck erscheint zwischen dem weißen Kreuz und der Aufschrift CRUZ BLANCA der Hinweis: Elaborada por la Cia. Arrendataria de la Cerveceria de C. Juárez, S.A. - C. Juárez, Chih.
Hier eine Übersicht der bedeutendsten Brauereien des Bundesstaates Chihuahua:
| Brauerei                             | Standort  | Gründung | Biermarken           | Anmerkungen                    |
| ------------------------------------ | --------- | -------- | -------------------- | ------------------------------ |
| Compañía Cervecera de Chihuahua      | Chihuahua | 1896     | Austríaca, Chihuahua | existiert nicht mehr           |
| Cía Arrendataria de la Cerv. Juárez  | Juárez    | 1933     | Cruz Blanca          | 1965 von Cuauhtémoc übernommen |
| Cervecería Tríangulo de las Bermudaz | Juárez    | ????     | ????                 | Kleinbrauerei                  |

## Distrito Federal

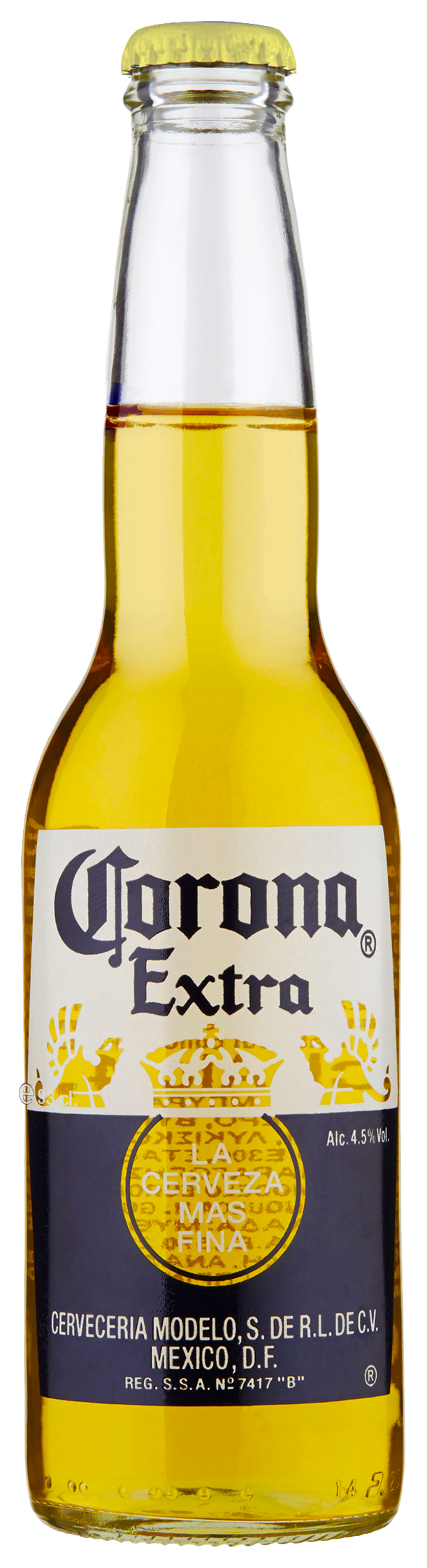
Corona - das erfolgreichste Produkt der Grupo Modelo

In Mexiko-Stadt, das sich inzwischen bis weit über den Distrito Federal ausgedehnt hat, ursprünglich aber mit diesem identisch war, wurden die ältesten, heute noch namentlich bekannten Brauereien gegründet: La Pila Seca 1845 von einem Schweizer und vermutlich noch im selben Jahr La Candelaria von einem Deutschen. Auch die Brauerei La Cruz Blanca, 1869 von dem Elsässer Emil Dercher gegründet, gehörte zu den Pionieren des Bierbräus in Mexiko.
Richtig in Schwung kam der Bierbräu in der Hauptstadt aber erst in den 1920er Jahren. Am 8. März 1922 gründete hier der aus dem Baskenland immigrierte Braulio Iriarte die Cervecería Modelo, die am 15. Oktober 1925 in Produktion ging. Einer der Teilhaber war übrigens der 1924 zum Staatsoberhaupt Mexikos gewählte Plutarco Elías Calles. Die Brauerei entwickelte sich bereits früh zu einem Giganten und schluckte bereits zehn Jahre später die zuvor den Markt um die Hauptstadt beherrschende Cervecería Toluca y México, die 1865 im benachbarten Toluca, der Hauptstadt des Bundesstaates México, gegründet worden war. Aber auch sie bekam schnell Konkurrenz: denn bereits 1929 erwarb die in Monterrey, Nuevo León, ansässige Großbrauerei Cuauhtémoc die in Mexiko-Stadt beheimatete Cervecería Central und benannte sie um in Cervecería Cuauhtémoc. Das war der Beginn der ewigen Rivalität zwischen den beiden den mexikanischen Biermarkt heute absolut beherrschenden Brauerei-Ketten Grupo Modelo und FEMSA (Cuauhtémoc).
Immerhin haben sich in den letzten Jahren einige unabhängige Kleinbrauereien gebildet, die den Markt ein wenig beleben.

### Kleinbrauereien in Mexiko-Stadt
| Brauerei                         | Gründung | Biermarken      |
| -------------------------------- | -------- | --------------- |
| Cervecería Artesanal Jack        | ????     | Cerveza Inglesa |
| Cervecería Primus                | 2007     | Tempus          |
| Cervecería San Ángel             | 1997     | San Ángel u. a. |
| Cervecería Santa Fé Beer Factory | 1997     | Santa Fé u. a.  |

### Historische Brauereien in Mexiko-Stadt
| Brauerei           | Gründung | Biermarken      | Anmerkungen                                        |
| ------------------ | -------- | --------------- | -------------------------------------------------- |
| La Candelaria      | 1845     | ????            | existiert nicht mehr                               |
| La Cruz Blanca     | 1869     | ????            | 1898 geschlossen                                   |
| La Pila Seca       | 1845     | ????            | existiert nicht mehr                               |
| Cervecería Central | ????     | Colosal, Munich | wurde 1929 erworben und wurde zur Cerv. Cuauhtémoc |

## Durango
1926 wurde in Ciudad Lerdo die Durango Brewing Company gegründet, die später umbenannt wurde in Compañía Cervecera Sabinas und ein Bier gleichen Namens (Sabinas) produzierte. Sie existiert schon lange nicht mehr.

## Jalisco

Estrella – die traditionsreichste Biermarke von Jalisco

Die Brauereien des Bundesstaates Jalisco konzentrieren sich auf die Hauptstadt Guadalajara bzw. ihrer Nachbarstadt Zapopan.
Die bekannteste, in Jalisco entwickelte Biermarke ist Estrella, das früher von der gleichnamigen Brauerei vertrieben wurde, die in den 1950er Jahren von der Grupo Modelo übernommen worden war. Das Bier, das früher fast ausschließlich in Jalisco vertrieben wurde und mittlerweile überall in Mexiko erhältlich ist, wird seit 1964 von der Cervecería Modelo de Guadalajara gebraut.
FEMSA, Modelos großer Konkurrent auf dem mexikanischen Biermarkt, betreibt die Cervecería Cuauhtémoc, die einst aus dem Erwerb der Cervecería Occidental hervorgegangen ist.
Daneben zeichnet sich seit einigen Jahren ein starkes Wachstum bei den Kleinbrauereien ab. Unter diesen dürfte die in Zapopan angesiedelte Cervecería Minerva wohl die bekannteste sein, allerdings wurde sie Anfang 2015 von Grupo Modelo aufgekauft und zählt damit nicht mehr zu den "Cervecerías artesanales". Auf Originalität und „die Helden der Revolution“ setzt dagegen die Cervecería Revolución, die so einprägsame Biermarken wie Che Guevara und Zapata vertreibt.
Hier eine Übersicht der wichtigsten Brauereien in Jalisco:
| Brauerei                         | Standort    | Gründung | Biermarken          | Anmerkungen                                                                    |
| -------------------------------- | ----------- | -------- | ------------------- | ------------------------------------------------------------------------------ |
| Beer Lounge                      | Guadalajara | ????     | ????                | einzige Brauerei Mexikos mit einer Braumeisterin                               |
| Cervecería Cuauhtémoc            | Guadalajara | ????     | Superior u. a.      | ehem. Cervecería Occidental, FEMSA-Gruppe                                      |
| Cervecería Estrella              | Guadalajara | 1890     | Estrella            | 1954 von Grupo Modelo erworben und später zur Cerv. Modelo de Gdl. umgewandelt |
| Cervecería Modelo de Guadalajara | Guadalajara | 1964     | Estrella, Modelo    | Nachfolger der Cervecería Estrella, Grupo Modelo                               |
| Cervecería Occidental            | Guadalajara | 1935     | Fragante            | wurde von Cuauhtémoc übernommen und später umbenannt (siehe oben)              |
| Cervecería Revolución            | Guadalajara | ????     | Ché Guevara, Zapata | Kleinbrauerei                                                                  |
| Cervecería Minerva               | Zapopan     | 2002     | Minerva             | Kleinbrauerei, seit 2015 zu Grupo Modelo.                                      |
| Cervecería Berber                | Zapopan     | 2011     | Berber              | Kleinbrauerei                                                                  |

## México
In Toluca, der Hauptstadt des Bundesstaates México, nahm der industrialisierte Bierbräu Mexikos seinen Anfang. Hier gründete 1865 der Schweizer Agustín Marendaz die Cervecería Toluca y México, S.A., die 1875 von Santiago Graf erworben wurde und fortan eine rasante Entwicklung hinlegte. Obwohl sie über Jahrzehnte hinweg den Biermarkt in der Hauptstadtregion dominierte, konnte sie sich gegen die erst 1925 in Mexiko-Stadt gegründete Brauerei Modelo nicht behaupten und wurde bereits zehn Jahre später von dieser übernommen. Seither wird ihr legendäres Victoria Pilsener, die älteste noch existierende Biermarke Mexikos, von der Grupo Modelo produziert.
1969 errichtete auch die zur heutigen FEMSA-Gruppe gehörende Brauerei Cuauhtémoc auf einer ehemaligen Hazienda eine Produktionsstätte in Toluca: die Cervecería Cuauhtémoc (heute Cuauhtémoc Moctezuma).

## Nuevo León

Indio (früher Cuauhtémoc) wird seit 1905 in Monterrey gebraut

Während die 1890 in Monterrey gegründete Cervecería Cuauhtémoc mit dem Erwerb der in Mexiko-Stadt gelegenen Cervecería Central bereits frühzeitig vor der Haustür ihres heutigen Hauptkonkurrenten agierte, hat die Grupo Modelo nie eine Brauerei auf dem Boden des Bundesstaates Nuevo León errichtet. Die Bierproduktion dieses Bundesstaates kontrolliert die zur FEMSA-Gruppe gehörende Brauerei, die heute den vollen Namen Cervecería Cuauhtémoc Moctezuma trägt, nahezu vollständig. Ehemals unabhängige Brauereien, wie die Cervecería del Norte oder die Especialidades Cerveceras, wurden längst von Cuauhtémoc übernommen. Lediglich die Kleinbrauerei Sierra Madre konnte bis heute ihre Eigenständigkeit bewahren.
| Brauerei                  | Standort  | Gründung | Biermarken                 | Anmerkungen                                                      |
| ------------------------- | --------- | -------- | -------------------------- | ---------------------------------------------------------------- |
| Especialidades Cerveceras | Apodaca   | 1998     | Casta, Milenia             | 2005 von FEMSA erworben und Produktion auf Cuauhtémoc übertragen |
| Cervecería Cuauhtémoc     | Monterrey | 1890     | Carta Blanca, Indio, u. a. | Keim der heutigen FEMSA-Gruppe                                   |
| Cervecería del Norte      | Monterrey | 1919     | Norteña                    | 1957 von Cuauhtémoc erworben                                     |
| Sierra Madre Brewing Co   | Monterrey | ????     | Sierra Madre u. a.         | Kleinbrauerei                                                    |

## Oaxaca
In der Stadt Tuxtepec im Bundesstaat Oaxaca errichtete die Grupo Modelo die Compañía Cervecera Del Trópico, die 1979 ihre Produktion aufnahm. Seit Schließung der seit 1979 ebenfalls zur Grupo Modelo gehörenden Yucateca-Brauerei in Yucatán wird hier (seit 2002) das legendäre Montejo produziert.

## San Luis Potosí
In San Luis Potosí, der Hauptstadt des gleichnamigen Bundesstaates, gab es zwei historisch bedeutsame Brauereien: die Cerveceria Potosina produzierte das Cerveza Colonial und die Cerveceria Zorrilla das Cerveza San Luis.

## Sinaloa

Pacífico

Die 1900 in der Küstenstadt Mazatlán von drei Deutschen gegründete Cervecería del Pacífico ist eine der wenigen und die einzige noch existierende Brauerei, die nach Übernahme durch die Grupo Modelo ihren Namen bis heute – seit immerhin 55 Jahren (!) – beibehalten hat.
Im selben Jahr (1954), in dem diese Übernahme erfolgte, erwarb Modelos Konkurrent Cuauhtémoc (FEMSA) die 1938 gegründete Cervecería de Humaya.
Hier eine Übersicht der wichtigsten Brauereien von Sinaloa:
| Brauerei                | Standort | Gründung | Biermarken                  | Anmerkungen                                                                              |
| ----------------------- | -------- | -------- | --------------------------- | ---------------------------------------------------------------------------------------- |
| Cervecería de Humaya    | Culiacán | 1938     | Gallo, Yaqui                | in den 1950er Jahren von Cuauhtémoc erworben, gehört die Brauerei heute zur FEMSA-Gruppe |
| Cervecería Díaz de León | Mazatlán | ????     | Listón Azul                 |                                                                                          |
| Cervecería del Pacífico | Mazatlán | 1900     | Pacífico, Ballena           | gehört seit 1954 zur Grupo Modelo                                                        |
| Pepe y Joe              | Mazatlán | ????     | Maria bonita, Toña La Negra | ehemalige Kleinbrauerei, die in den 1980er Jahren existierte                             |

## Sonora

Etikett der Marke High Life, das zu jener Zeit bereits von der Cervecería Cuauhtémoc gebraut wurde.

Pionier des Bierbräus in Sonora war die Cervecería de Sonora, die 1897 von dem Deutschen Dr. Albert Höffer in der Hauptstadt Hermosillo gegründet worden war. Ihr legendäres Bier mit dem Namen High Life wurde 1923 auf den Markt gebracht. Wenige Jahre nach Inbetriebnahme der Cervecería Modelo del Noroeste schloss sie für immer ihre Pforten. Die Geschichte dieser Brauerei begann im Jahre 1956, als die Brüder Rodolfo und Víctor González, die bereits eine Brauerei in Mexicali besaßen, ein Gelände in Ciudad Obregón erwarben, um dort eine weitere Brauerei zu gründen. Die Brauerei war noch nicht einmal fertig gestellt, da erwarb die Grupo Modelo am 13. Oktober 1960 fünfzig Prozent der Anteile und sicherte sich so die Namensrechte an der neuen Brauerei, die im Juni 1961 in Produktion ging. Im Dezember 1991 eröffnete FEMSA in Navojoa, rund 50 km südöstlich von Ciudad Obregón, die Cervecería Cuauhtémoc Moctezuma; eine Brauerei, die über modernste Produktionsmittel verfügt.
Hier eine Übersicht der wichtigsten Brauereien von Sonora:
| Brauerei                        | Standort   | Gründung | Biermarken              | Anmerkungen      |
| ------------------------------- | ---------- | -------- | ----------------------- | ---------------- |
| Cervecería de Sonora            | Hermosillo | 1897     | High Life, Reina Blanca | 1969 geschlossen |
| Cervecería Cuauhtémoc Moctezuma | Navojoa    | 1991     | ????                    | FEMSA-Gruppe     |
| Cervecería Modelo de Noroeste   | Obregón    | 1961     | ????                    | Grupo Modelo     |

## Veracruz

Superior

Die 1894 in Orizaba als Cervecería Guillermo Hasse y Compañía gegründete und 1896 umbenannte Cervecería Moctezuma war die einzige Brauerei Mexikos, die zwischen 1940 und 1950 zehn Jahre lang eine Fußballmannschaft in der höchsten Spielklasse Mexikos unterhielt. Zudem gehörte ihre Mannschaft zu den zehn Gründungsmitgliedern der 1943 eingeführten Profiliga und war in der Saison 1942/43 erster Pokalsieger in der Ära des mexikanischen Profifußballs.
Die Brauerei, die bei ihrer Eröffnung die noch heute produzierte Marke Superior herausgebracht hatte und 1988 von FEMSA übernommen wurde, war immerhin mächtig genug, ihren Namen in die Biersparte des Konzerns, die vorher von Cuauhtémoc allein beherrscht worden war, einzubringen. Seither tragen alle Brauereien mit dem ehemaligen Namen Cuauhtémoc bzw. Moctezuma den Doppelnamen Cuauhtémoc Moctezuma.
Im Bundesstaat Veracruz gab es lediglich eine weitere bedeutende Brauerei: sie wurde 1933 in Nogales gegründet und nach der 1945 erfolgten Übernahme durch den Biergiganten aus Monterrey in Cervecería Cuauhtémoc umbenannt. Nach der Verschmelzung von Cuauhtémoc und Moctezuma wurde die Brauerei geschlossen und ihre Produktion nach Orizaba verlagert. Die historische Cervecería Nogales, die zeitweise auch als Cervecería Orizaba firmierte, braute ein Bier namens Azteca.

## Yucatán

Montejo

Im Jahr 1900 wurde in Mérida, der Hauptstadt des Bundesstaates Yucatán, die Cervecería Yucateca gegründet. Ihr erstes Bier León Negra wird noch heute produziert. Zum 60-jährigen Bestehen der Brauerei wurde 1960 das Pilsener Montejo auf den Markt gebracht, das dem Stadtgründer Francisco de Montejo gewidmet ist. 1979 wurde die Brauerei von der Grupo Modelo erworben. Seit Schließung der Brauerei im Jahr 2002 werden die beliebten Biermarken León Negra und Montejo von der ebenfalls zur Grupo Modelo gehörenden Compañía Cervecera del Tropico im Bundesstaat Oaxaca produziert.

## Zacatecas
1997 ließ die Grupo Modelo in der zwischen den Städten Zacatecas und Fresnillo gelegenen Gemeinde Calera de Víctor Rosales mit der Compañía Cervecera de Zacatecas die weltweit größte Brauerei errichten.